# Amédée-François Frézier
Amédée-François Frézier (ur. 4 lipca 1682 w Chambéry, zm. 14 października 1773 w Brest) – francuski botanik, matematyk, szpieg, inżynier wojskowy i kartograf, który przez krzyżówkę dwóch gatunków poziomek, tj. Fragaria virginiana i Fragaria chiloensis uzyskał dzisiejszą truskawkę.
Odznaczony Orderem Świętego Ludwika. Od 1752 członek Académie de Marine.